# Smoke Filled Lungs
Pour plus de détails, voir Fiche technique et Distribution.
Smoke Filled Lungs est un film de Jason Cabell et de Asif Akbar sorti en 2016.

## Fiche technique
- Réalisateur : Jason Cabell et Asif Akbar
- Scénariste : Jason Cabell
- Producteurs : Asif Akbar, Billy Bettas et Jason Cabell
- Pays d'origine :  États-Unis
- Date de sortie :
  -  États-Unis : 2016

## Distribution
- Jason Cabell : Edward
- Frankie Faison : Stanley
- Orlando Brown : Michael
- Sean O'Bryan : Ted
- Stacy Arnell : Charisse
- Sasha Mitchell : Peter
- Elijah Aboumrad : Alia
- Lorenz Arnell : Jack
- Elle Natasha Aslin : Linda Lee
- Eric Bellows : Brute
- Orson Chaplin
- Mike Cheswick : Avocat
- Lisa Kim : Mindy Lee
- Jordan Michael Martinez : Robert
- Nicole Alysse MattesonAsh : ley
- Christopher Showerman
- Kenny Taylor : Un sans-abris
- Courtney Akbar : Heidi
- Max Wasa : Dallas
- Spice Williams-Crosby : Principal Jones[1]